# Tiffany Tang
Tang Yan (chinois : 唐嫣 ; pinyin : Táng Yān) dit Tiffany Tang, née le 6 décembre 1983 à Shanghai, est une actrice chinoise. Elle est diplômée de l'académie centrale d'art dramatique en 2006. Elle joué chu chu dans The Storm Warriors par Danny Pang.